# Duitsland op het Eurovisiesongfestival 2010
Duitsland nam deel aan het Eurovisiesongfestival 2010 in Oslo, in Noorwegen. Het was de 54ste deelname van het land op het Eurovisiesongfestival. ARD was verantwoordelijk voor de Duitse bijdrage voor de editie van 2010. 

## Selectieprocedure

### Nieuwe Opzet
Nadat een eerdere poging om Stefan Raab (Eurovisiesongfestival 2000) aan boord te krijgen voor de volgende Duitse songfestivalinzending mislukt was, hadden Raab en de zenders ARD en Pro Sieben alsnog een akkoord bereikt om de Duitse inzending voor Oslo te selecteren. Raab maakte bekend dat hij zelf niet op het podium zal staan in Noorwegen, maar wordt de centrale figuur in een castingshows die een geschikte kandidaat moet opleveren.

### Achtdelige show met castings
De zoektocht naar een geschikte Duitse kandidaat verliep via ARD, de commerciële zender ProSieben en de pop- en jongerenradiozenders van de ARD. 
Het werd een achtdelige show met als doel een nieuw onbekend Duits zangtalent naar het Songfestival te sturen. Begin 2010 werden vijf shows op Pro Sieben uitgezonden met in totaal twintig kandidaten die via castings werden geselecteerd. De zesde show was de kwartfinale, die op ARD werd uitgezonden. De halve finale vindt opnieuw plaats bij Pro Sieben en de finale bij ARD. Juryvoorzitter en presentator was Stefan Raab. Hij zal in de jury werd ondersteund door personen uit de muziek- en entertainmentbranche.
Het was overigens niet verrassend dat de ARD bij Stefan Raab terechtkwam om Duitsland uit het Eurovisieslop te halen. De afgelopen elf jaar bezorgde hij zowat als bijna enige de Duitsers nog convenabele resultaten op het Songfestival. In 1998 componeerde hij voor Guildo Horn 'Guildo Hat Euch Lieb', dat goed was voor een achtste plaats. In 2000 eindigde hij zelf vijfde in Stockholm met 'Waddahaddeduddeda' en in 2004 componeerde hij 'Can't wait until tonight' voor Max Mutzke, de winnaar van Raabs eigen talentenjacht, die in Istanbul achtste werd maar tevens een grote hit scoorde in de Duitstalige landen. Raab is ook de bedenker van 'Bundesvision', een Songfestival tussen de Duitse Länder, dat hij jaarlijks via Pro Sieben organiseert.

## Unser Star für Oslo

### Finale
| Volgorde | Artiest            | Lied           |
| -------- | ------------------ | -------------- |
| 1        | Jennifer Braun     | Bee            |
| 2        | Lena Meyer-Landrut | Bee            |
| 3        | Jennifer Braun     | I Care for You |
| 4        | Lena Meyer-Landrut | Satellite      |
| 5        | Jennifer Braun     | Satellite      |
| 6        | Lena Meyer-Landrut | Love Me        |

Superfinale
| Plaats | Artiest            | Lied           | Resultaat |
| ------ | ------------------ | -------------- | --------- |
| 1      | Lena Meyer-Landrut | Satellite      | Winnaar   |
| 2      | Jennifer Braun     | I Care for You | Tweede    |

## In Oslo

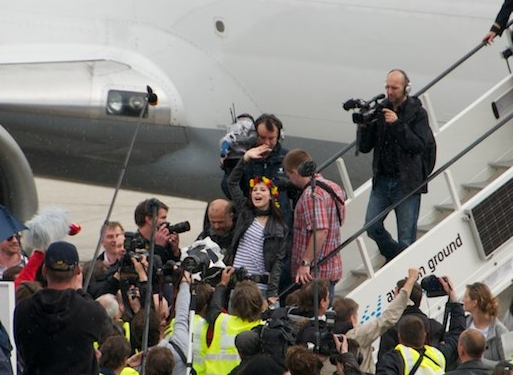
Lena komt aan op het vliegveld in Hannover na haar overwinning van het Eurovisiesongfestival 2010.

Omdat Duitsland deel uitmaakt van de Vijf grote Eurovisielanden, mocht het land meteen in de finale van het Eurovisiesongfestival aantreden. 
Na een Duitse talentenjacht kwam de 19-jarige Lena uit de bus als winnares. Met het popliedje ‘satellite’ mocht ze Duitsland vertegenwoordigen op het festival. Het liedje was veruit het modernste popnummer in de wedstrijd. In enkele Europese landen was het nummer nog voor het festival al een radiohit of stond het in de hitlijsten. Lena bracht haar liedje op een spontane manier. Ook al was de zang niet altijd even geweldig, toch kon de zangeres bekoren en kreeg ze de topscore van zowel de jury als van de televoters. Het land kreeg van negen landen de maximale 12 punten, en kreeg van alle landen punten op vijf lande na. Voor Duitsland was het de 2de zege. De laatste keer dat het land won was in 1982. Het was ook de eerste keer sinds 1997 dat een land uit de Big five het festival wist te winnen.

### Gekregen punten
| 12 punten                                                                                          | 10 punten                                          | 8 punten                                                     | 7 punten      | 6 punten                  |
| -------------------------------------------------------------------------------------------------- | -------------------------------------------------- | ------------------------------------------------------------ | ------------- | ------------------------- |
| - Denemarken - Estland - Finland - Letland - Noorwegen - Slowakije - Spanje - Zweden - Zwitserland | - Albanië - België - Litouwen - Slovenië - Turkije | - Bosnië en Herzegovina - Ierland - Noord-Macedonië - Servië | - Polen       | - Kroatië - Rusland       |
| 5 punten                                                                                           | 4 punten                                           | 3 punten                                                     | 2 punten      | 1 punt                    |
| - Oekraïne                                                                                         | - Cyprus - Malta - Nederland - Verenigd Koninkrijk | - Bulgarije - Frankrijk - IJsland - Roemenië                 | - Griekenland | - Azerbeidzjan - Portugal |

### Gegeven punten

#### Halve Finale 1
Punten gegeven in de halve finale:
| 12 punten | België      |
| 10 punten | Portugal    |
| 8 punten  | Griekenland |
| 7 punten  | Polen       |
| 6 punten  | IJsland     |
| 5 punten  | Albanië     |
| 4 punten  | Servië      |
| 3 punten  | Finland     |
| 2 punten  | Malta       |
| 1 punt    | Rusland     |

#### Finale
Punten gegeven in de finale:
| 12 punten | België      |
| 10 punten | Turkije     |
| 8 punten  | Griekenland |
| 7 punten  | Armenië     |
| 6 punten  | Portugal    |
| 5 punten  | Servië      |
| 4 punten  | IJsland     |
| 3 punten  | Frankrijk   |
| 2 punten  | Ierland     |
| 1 punt    | Albanië     |